# Belleherbe
Belleherbe és un municipi francès situat al departament del Doubs i a la regió de Borgonya - Franc Comtat. L'any 2007 tenia 591 habitants.

## Demografia

### Població
El 2007 la població de fet de Belleherbe era de 591 persones. Hi havia 247 famílies de les quals 71 eren unipersonals (20 homes vivint sols i 51 dones vivint soles), 82 parelles sense fills, 86 parelles amb fills i 8 famílies monoparentals amb fills.
La població ha evolucionat segons el següent gràfic:
Habitants censats

### Habitatges
El 2007 hi havia 293 habitatges, 246 eren l'habitatge principal de la família, 28 eren segones residències i 18 estaven desocupats. 228 eren cases i 63 eren apartaments. Dels 246 habitatges principals, 173 estaven ocupats pels seus propietaris, 58 estaven llogats i ocupats pels llogaters i 15 estaven cedits a títol gratuït; 3 tenien una cambra, 6 en tenien dues, 29 en tenien tres, 47 en tenien quatre i 161 en tenien cinc o més. 192 habitatges disposaven pel capbaix d'una plaça de pàrquing. A 138 habitatges hi havia un automòbil i a 84 n'hi havia dos o més.

### Piràmide de població
La piràmide de població per edats i sexe el 2009 era:
| Homes | Edats   | Dones |
| ----- | ------- | ----- |
| 0     | 95 o +  | 4     |
| 0     | 90 a 94 | 4     |
| 8     | 85 a 89 | 8     |
| 8     | 80 a 84 | 0     |
| 4     | 75 a 79 | 12    |
| 20    | 70 a 74 | 12    |
| 12    | 65 a 69 | 24    |
| 4     | 60 a 64 | 16    |
| 20    | 55 a 59 | 8     |
| 24    | 50 a 54 | 32    |
| 20    | 45 a 49 | 12    |
| 24    | 40 a 44 | 28    |
| 16    | 35 a 39 | 16    |
| 12    | 30 a 34 | 12    |
| 8     | 25 a 29 | 16    |
| 8     | 20 a 24 | 4     |
| 24    | 15 a 19 | 48    |
| 16    | 10 a 14 | 12    |
| 20    | 5 a 9   | 16    |
| 16    | 0 a 4   | 24    |

## Economia
El 2007 la població en edat de treballar era de 364 persones, 289 eren actives i 75 eren inactives. De les 289 persones actives 272 estaven ocupades (159 homes i 113 dones) i 17 estaven aturades (7 homes i 10 dones). De les 75 persones inactives 18 estaven jubilades, 26 estaven estudiant i 31 estaven classificades com a «altres inactius».

### Ingressos
El 2009 a Belleherbe hi havia 258 unitats fiscals que integraven 611 persones, la mediana anual d'ingressos fiscals per persona era de 15.509 €.

### Activitats econòmiques
Dels 44 establiments que hi havia el 2007, 1 era d'una empresa extractiva, 4 d'empreses alimentàries, 2 d'empreses de fabricació d'altres productes industrials, 13 d'empreses de construcció, 6 d'empreses de comerç i reparació d'automòbils, 4 d'empreses de transport, 1 d'una empresa d'hostatgeria i restauració, 1 d'una empresa financera, 4 d'empreses de serveis, 6 d'entitats de l'administració pública i 2 d'empreses classificades com a «altres activitats de serveis».
Dels 18 establiments de servei als particulars que hi havia el 2009, 1 era una gendarmeria, 1 oficina de correu, 1 una oficina bancària, 1 taller de reparació d'automòbils i de material agrícola, 5 paletes, 1 guixaire pintor, 4 fusteries, 1 lampisteria, 1 electricista, 1 perruqueria i 1 restaurant.
Dels 5 establiments comercials que hi havia el 2009, 2 eren botiges de menys de 120 m², 1 una botiga de menys de 120 m², 1 una fleca i 1 una sabateria.
L'any 2000 a Belleherbe hi havia 24 explotacions agrícoles que ocupaven un total de 1.121 hectàrees.

## Equipaments sanitaris i escolars
L'únic equipament sanitari que hi havia el 2009 era una farmàcia.
El 2009 hi havia 2 escoles elementals.

## Poblacions més properes
El següent diagrama mostra les poblacions més properes.